# Emiliano Marsili
Emiliano Marsili (Civitavecchia, 11 agosto 1976) è un pugile italiano.

## Carriera
Pugile mancino della categoria pesi leggeri, passa al professionismo nel 2003 e già nel 2010 conquista il suo primo titolo italiano. A gennaio 2012 diventa campione mondiale per la siglaIBO battendo a Liverpool il britannico Derry Mathews per KO tecnico alla settima ripresa.
A marzo 2013 conquista il titolo europeo di categoria, sconfiggendo per KOT l'ex campione dell'Unione Europea Luca Giacon. 
A gennaio 2014 si conferma campione europeo al PalaTolfa di Tolfa, superando ai punti il connazionale Pasquale Di Silvio.
A giugno 2014, sempre a Tolfa, difende la cintura europea contro Benoit Manno, e settembre si ripete contro l'ungherese György Mizsei, aggiudicandosi l'incontro per decisione unanime. 
Nel 2015 Emiliano Marsili rende vacante il titolo European Boxing Union per concentrarsi sulla conquista di una cintura mondiale; il 1º agosto sfida e batte ai punti il messicano Gamaliel Diaz, a Fiumicino, nell'incontro valevole per il mondiale silver WBC di categoria.
L'11 dicembre 2016, in attesa di un'opportunità mondiale che non arriverà mai, combatte e supera per decisione unanime il colombiano Aristide Perez, vincendo il titolo intercontinentale WBA.
A giugno 2021 conquista il titolo del Mediterraneo IBO battendo Stephane Jamoye, e ad Aprile 2022 si riprende il titolo europeo battendo Frank Urquiaga. Prova a difenderlo a marzo 2023 quando, all'età di quarantasette anni, subisce la sua prima sconfitta in carriera contro Gavin Gwynne. A giugno del 2024, sfumato il sogno mondiale e anche quello delle olimpiadi, annuncia il suo ritiro dalla boxe.

## Vita privata
Emiliano Marsili ha una figlia, Emanuela, nata nel 2001 che ha partecipato il 28 aprile 2021 al noto quiz televisivo Avanti un altro!
Noto tifoso romanista, nel 2020 viene premiato con il “Sette Colli”.